# Garyu
Garyu (臥龍) é um kata de caratê, que foi criado por Masutatsu Oyama, o fundador do estilo Kyokushin, de amplo contacto. É uma forma moderna, pelo que apresenta técnicas ausente nos kata mais tradicionais, como chutes amplos e giratórios.

## História
A forma é criação do mestre Masutatsu Oyama, cujo nome é o pseudônimo usado pelo mestre quando de seus primeiros tempos como carateca. Esta denominação quer referir-se a alguém que tem desenvolvido o espírito de humildade, e como um dragão recostado, tem grande poder, mas também tem a restrição de não usá-lo loucamente.

## Características
O embusen da forma é precipuamente linear com apenas dois deslocamentos para cada lateral.
Pelo conjunto de técnicas presentes no kata, costuma-se classificá-lo como da linhagem do estilo Naha-te, posto que apresente alguns movimentos mais aproximados do chuan fa chinês.
O kata começa e termina, como todos, na postura de musubi kamae.
Saindo da postura inicial firma-se a posição contraída e com um exercício de respiração ibuki. Depois, logo no 2º kyodo, o praticante executa um chute direção à parte superior (jodan) com a perna direita, procedimento repetido no 4º kyodo. No 15º kyodo, o praticante executa dois chutes em , um mae geri e um ushiro mawashi geri.